# Чазёво
Чазёво — деревня в Косинском районе Пермского края. Административный центр Чазёвского сельского поселения. Располагается западнее районного центра, села Коса. Расстояние до районного центра составляет 28 км. По данным Всероссийской переписи населения 2010 года, в деревне проживало 268 человек (138 мужчин и 130 женщин).

## История
Согласно местным легендам, основано мифическим героем Чадзом (Чадчом, Чачом), сыном богатыря Перы или, по более поздней версии, библейского Адама. Его братьями были Юкся, Пукся и Бач — основатели сёл Юксеево, Пуксиб и Бачманово соответственно. Считается, что Чадз похоронил себя заживо вместе с Бачом (или всеми тремя братьями) в урочище Важ Чадзёв, которое с тех пор стало местом паломничества для жителей ближайших деревень. 
До Октябрьской революции населённый пункт Чазёво входил в состав Юксеевской волости, а в 1927 году — в состав Чазёвского сельсовета. По данным переписи населения 1926 года, в деревне насчитывалось 67 хозяйств, проживало 334 человека (166 мужчин и 168 женщин). Преобладающая национальность — коми-пермяки. Действовала школа первой ступени.
По данным на 1 июля 1963 года, в деревне проживало 184 человека. Населённый пункт входил в состав Чазёвского сельсовета.